# IP5
La IP5 es un itinerario principal de Portugal, en terminología usada por el Gobierno portugués. Fue construida inicialmente como una vía rápida, siendo más tarde desdoblada a autopista, enlazando Abero y Villar Hermoso. Tras un pequeño tramo de 7 kilómetros en el que debe tomarse la N16 portuguesa y la N-620 española, continúa como autovía en España con el nombre de Autovía de Castilla (A-62).
Actualmente, toda la IP5 (salvo 2 kilómetros en las proximidades de Villar Hermoso) está desdoblada como autopista de peaje A25. Esta autopista fue construida sobre gran parte del antiguo trazado, con el objetivo de reducir los altos índices de siniestralidad que existían previamente.

## La N16
Desde mediados de la década de 1970, la N16 (única carretera de enlace entre la ciudad portuaria de Abero y la principal frontera terrestre entre Portugal y España, Villar Hermoso) se presentaba muy congestionada en términos de tráfico ligero (sobre todo en los meses de verano) y, principalmente, pesado. En los meses de verano, la cola para cruzar la frontera de Villar Hermoso llegaba a alcanzar el puente sobre el río Coa, en Castillobueno, situado a 10 kilómetros de la aduana. Además, la N16 atravesaba decenas de localidades, incluyendo tres capitales provinciales portuguesas (Abero, Viseo y Guardia).
De este modo, comenzó a notarse la necesidad de sustituir la antigua N16 por una carretera que permitiese una mayor fluidez de tráfico. También se pretendía mejorar la carretera en los valles de los ríos Coa (Castelo Bom-Castelo Mendo), Mondego (Guarda-Celorico da Beira) y Vouga (Viseu-Aveiro). Estos tramos montañosos estaban plagados de peligrosas curvas, lo que unido a la ya referida congestión de tráfico contribuía a elevar las cifras de siniestralidad en la vieja carretera nacional.
En 1985 se elaboró un nuevo Plan Nacional de Carreteras de Portugal, que sustituyó al antiguo, que databa de 1945. En este plan, se incluyó la construcción de una nueva carretera entre Viseu y Aveiro, la IP5, con el objetivo de sustituir la obsoleta N16.

## La construcción de la IP5

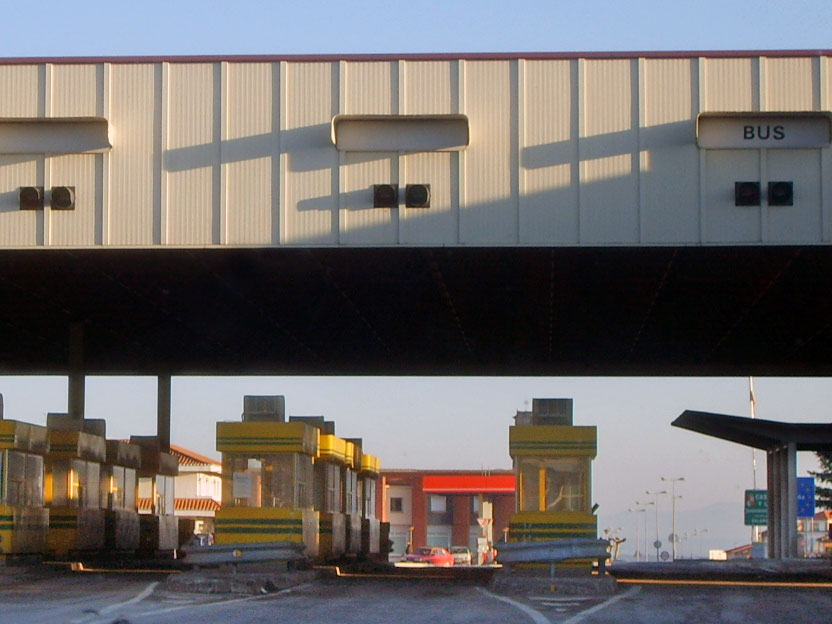
Fin de la carretera N16, en la aduana de Vilar Formoso (Portugal) con Fuentes de Oñoro (España).

Aunque la construcción de la vía rápida Aveiro-Vilar Formoso había sido inscrita en el Plan Nacional de Carreteras de Portugal en 1985, el agotamiento de la N16 ya había provocado la construcción de una variante en la ciudad de Viseu.
Así, el primer gran tramo de la IP5 en ser inaugurado fueron 12 kilómetros entre Mangualde y Prime, en el concejo de Viseu, en septiembre de 1983. Más tarde, se inauguró el tramo entre Talhadas y Albergaria-a-Velha, en 1987. La vía rápida llegó a Vilar Formoso en diciembre de 1987, cuando se inauguró el tramo entre esta localidad y la ciudad de Guarda. En septiembre de 1988 se inauguró el tramo entre Mangualde y Chãs de Tavares. Los tramos restantes fueron abiertos sucesivamente, siendo el último tramo inaugurado a comienzos de la década de 1990. El tramo entre Vilar Formoso y la frontera con España nunca llegó a ser construido, por lo que aún a día de hoy los coches que desean cruzar a España deben atravesar el casco urbano de Vilar Formoso por la antigua N16.
De esta forma, Vilar Formoso y Aveiro quedaban unidos por una vía rápida, que permitía una velocidad máxima de 100 km/h. Los cerca de 160 kilómetros que separaban las dos localidades en línea recta se tardaban ahora casi tres horas en recorrer.

## La carretera de la muerte
Poco después de la inauguración total de la IP5, se comenzaron a notar innumerables problemas y defectos de construcción. La IP5 tenía un recorrido mal trazado, con curvas cerradas, señalización poco clara y marcas horizontales confusas. Además, como la IP5 era una vía rápida de Portugal, debía circularse por ella a una velocidad base de entre 80  y 100 km/h, lo cual era completamente imposible en condiciones de seguridad.
El asfalto sinuoso, desde las salinas de Aveiro hasta las escarpadas montañas de la Beira Alta y el enlace con España (en la aduana de Vilar Formoso), tuvo desde el primer momento el fulgor colorido del progreso. La obra, emblemática por su envergadura en un país todavía sediento de grandes carreteras, teñiría, no obstante, de luto muchas familias.

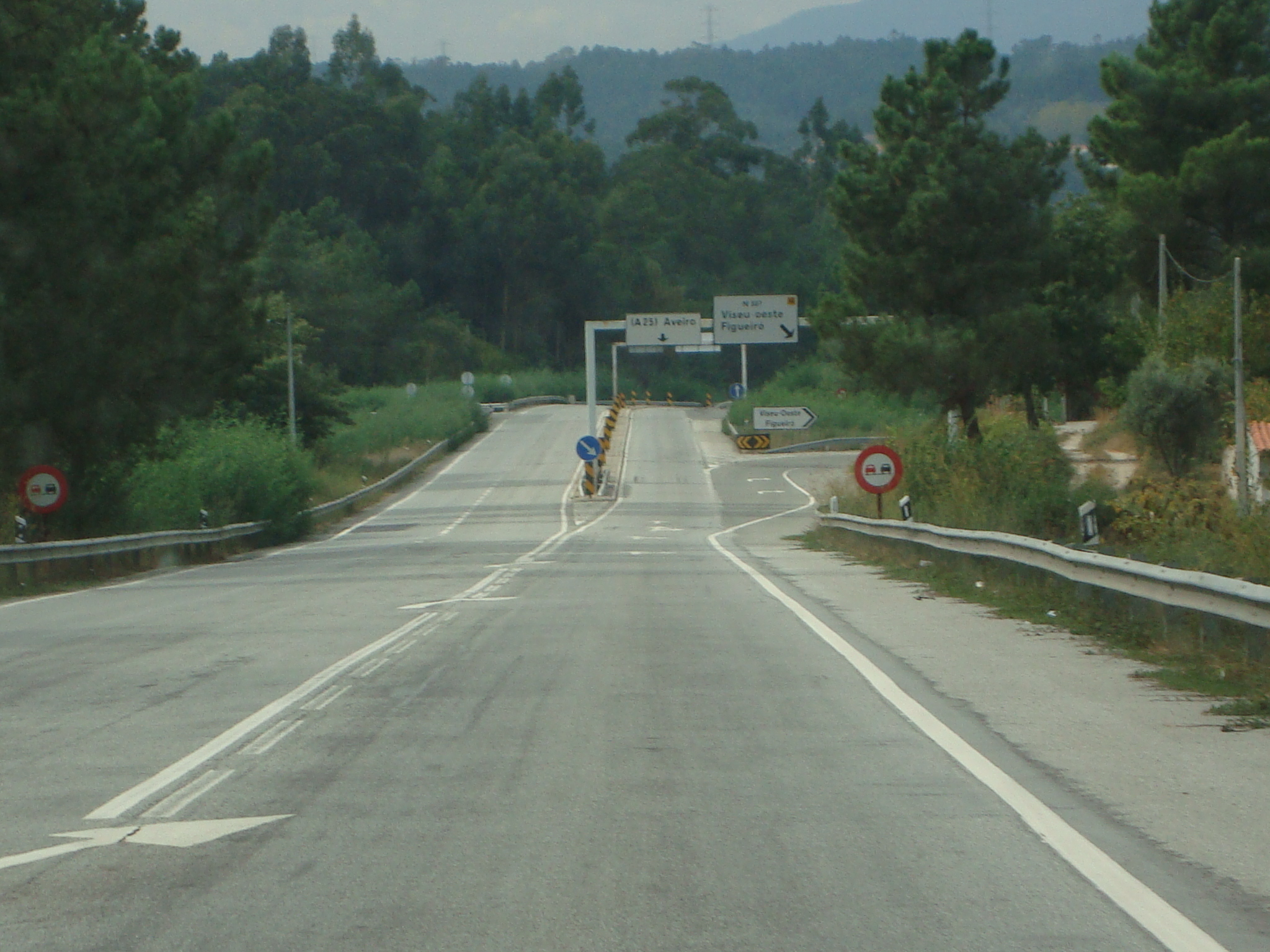
Antiguo tramo de la IP5, cerca de Figueiro, Viseu. En su antiguo trazado, la IP5 pasaba al norte de Viseu, pero la A25 se construyó por el sur de la ciudad, por lo que este tramo del antiguo trazado se conserva.

Comenzaron a quedar marcados en la carretera varios puntos negros, sobre todo en las subidas y bajadas de Caramulo, entre Talhadas y Viseu (sobre todo en las zonas de Reigoso y de la Sierra de la Penoita (km 51,8-52,4)), de Guarda (Porto da Carne-Alvendre (km 158-163)), y en las zonas de Carvoeiro, Chãs de Tavares, Fagilde y Pinzio.
El tramo más peligroso de la IP5 era la bajada de Alvendre, que se situaba en la aproximación a la ciudad de Guarda. Esta bajada registraba una fuerte pendiente de casi el 9% y terminaba abruptamente con fatídicas curvas. En su punto más alto, la zona de descanso, la subida alcanzaba los 850 metros de altitud. La peligrosidad de la carretera era tan alta que, como medida excepcional de seguridad, el gobierno de Portugal obligó a utilizar en toda la IP5 durante las 24 horas del día las luces de cruce a todo tipo de vehículos. Esta medida fue derogada en 2006, cuando la A 25 ya estaba completamente construida.
La IP5 se reveló agotada en términos de tráfico desde su construcción: en 1990, el tráfico medio era de 5000 vehículos al día; diez años más tarde, en 2000, el número se había triplicado: casi 15000 vehículos circulaban diariamente por la IP5.

## Autoestrada A25
Este conjunto de problemas contribuyó para que la IP5 fuese considerada la carretera más peligrosa de Portugal y la tercera carretera más peligrosa del mundo. Sus estremecedores números de siniestralidad hicieron buscar soluciones para reducirlos. Así, a partir de mediados de los años 90, empezó a reivindicarse la construcción de una autopista entre Aveiro y Vilar Formoso, que sustituyese el peligroso trazado de la IP5. Se realizaron algunas obras, sobre todo la duplicación de calzada en la bajada de Alvendre, con mediana de hormigón, entre 1998 y 1999, pero los problemas estructurales de la obsoleta IP5 restaban siempre eficacia a las obras.
En 1998, después de muchas promesas, se anunció la reconstrucción total de la IP5 como autopista gratuita, que sería renombrada como A 25. Esta construcción implicaría la eliminación de la mayor parte de la antigua carretera de la IP5. El contrato para la construcción de la A 25 se firmó el 28 de abril de 2001, siendo el primer tramo desdoblado el Vilar Formoso-Guarda. 
Las obras de construcción de la nueva autopista se desarrollaron hasta septiembre de 2006, cuando se concluyó la A 25 con la apertura del tramo Boa Aldeia-Mangualde. Aveiro y Vilar Formoso pasaron a estar a menos de dos horas de distancia.
Los resultados de este desdoblamiento de la IP5 fueron evidentes, reduciéndose significativamente el número de accidentes de tráfico.
En 2011, el gobierno de Portugal impuso un peaje electrónico en la A25, quedando como única alternativa gratuita la vieja N16.

## Tramos de la antigua IP5 conservados
Aunque la A25 se superpone al antiguo trazado de la IP5 en la mayor parte de su recorrido, aún quedan algunos tramos de esta carretera que pueden ser utilizados.

### Sierra de la Penoita - Viseu - Caçador
En su antiguo trazado, la IP5 pasaba al norte de Viseu, pero la A 25 fue construida para pasar al sur de esa ciudad, por lo que este tramo fue conservado. Comienza y termina en las salidas 16 y 19 de la A 25, y constituye actualmente una auténtica variante norte de la IP5 en Viseu. Es bastante utilizada por los vehículos que circulan por la A 25 y pretenden seguir para el norte por la A 24.
| Número de salida | km | Nombre de la salida        | Carretera que enlaza |
| ---------------- | -- | -------------------------- | -------------------- |
|                  | 62 | Serra da Penoita (Vouzela) | A 25                 |
| 13               | 73 | Ventosa                    | N 228                |
| 14               | 81 | Vil de Souto               | N 337                |
| 14 A             | 83 | Vila Real / Coímbra        | A 24                 |
| 15               | 87 | Viseu oeste                | N 16                 |
| 17               | 89 | Viseu norte                | N 2                  |
| 18               | 92 | Viseu este                 | N 229                |
| 19               | 96 | Caçador                    | A 25                 |

### Chãs De Tavares - Fornos De Algodres
Este tramo se inicia en el actual salida de Chãs de Tavares de la A 25. A partir de ahí, tiene un enlace a la localidad en el inicio de la bajada hacia Fornos de Algodres. El fin del tramo es ahora un cruce a nivel con la N16 junto a Fornos-Gare, en el lugar donde anteriormente existía una salida de la IP5.
| Número de salida | km  | Nombre de la salida | Carretera que enlaza |
| ---------------- | --- | ------------------- | -------------------- |
|                  | 119 | Chãs de Tavares     | A 25                 |
| 22               | 120 | Chãs de Tavares     | N 16                 |
|                  | 128 | Fornos de Algodres  | N 16                 |

### Açores - Alvendre
Este tramo incluye la bajada de Alvendre, que con una pendiente del 9% fue durante años el punto más peligroso de la IP5. Actualmente, la A 25 atraviesa esta parte de la Sierra de la Estrella por otro trazado menos sinuoso.
| Número de salida | km  | Nombre de la salida | Carretera que enlaza |
| ---------------- | --- | ------------------- | -------------------- |
|                  | 149 | Açores              | A 25                 |
| 26               | 153 | Porto da Carne      |                      |
|                  | 159 | Alvendre            | A 25                 |

## Accidentes
Se cree que durante todo el periodo de funcionamiento de la antigua IP5, más de 400 personas perdieron en ella la vida.
| Tipos de accidentes              | IP 5 | A25 | Diferencia |
| -------------------------------- | ---- | --- | ---------- |
| Accidentes con lesiones          | 134  | 92  | - 31%      |
| Accidentes con víctimas mortales | 17   | 4   | - 76%      |

## Recorrido
- Aveiro
- Autoestrada A25
- Vilar Formoso
- Frontera con España
- Conexión con la A-62.

## Salidas antes de la transformación en A 25

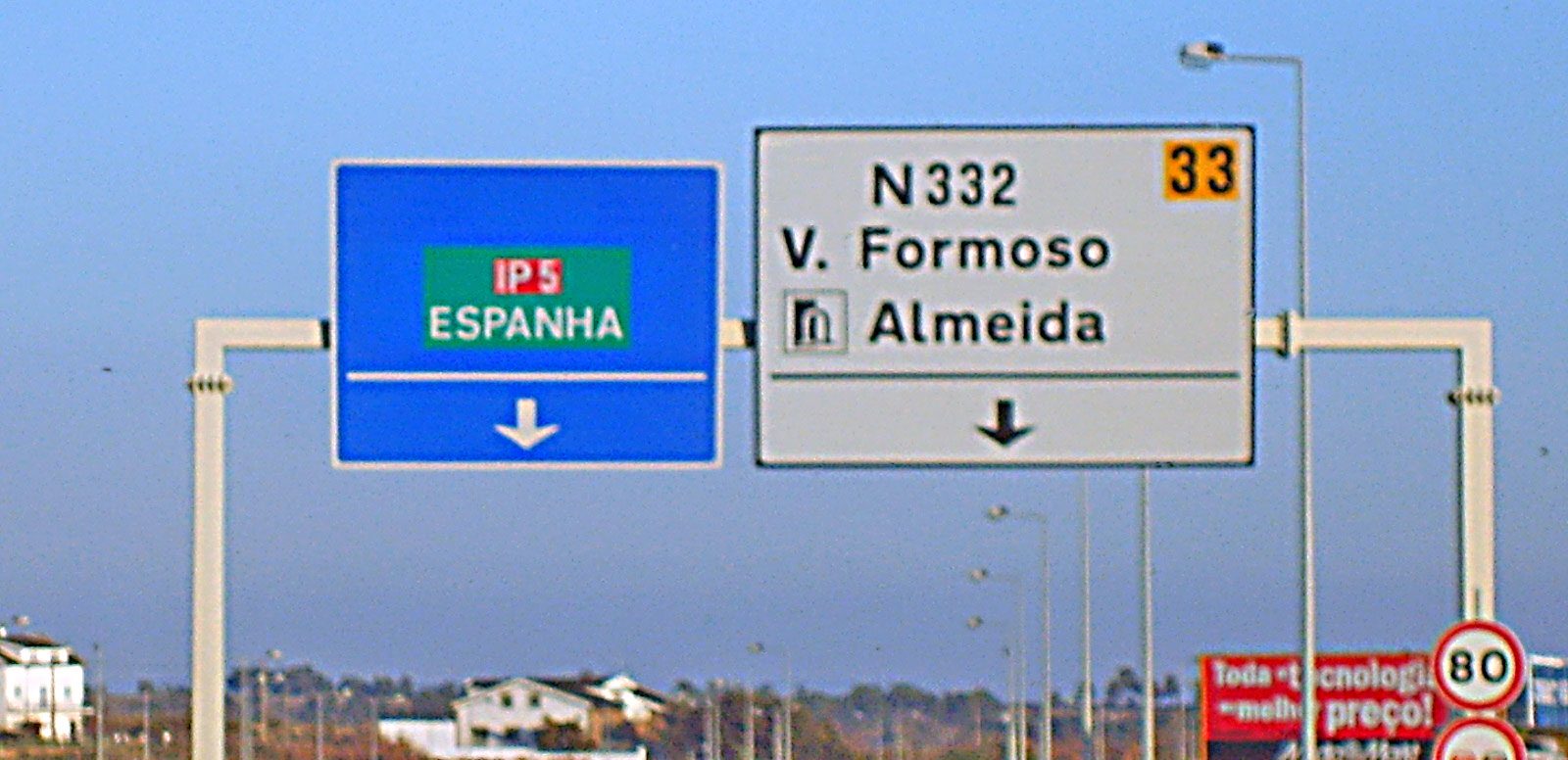
Enlace de la nueva A 25 con el tramo de la IP5 que lleva a la N16, cerca de Vilar Formoso y la frontera española.

| Número de Salida                                  | Nombre de la Salida            | Carretera que enlaza |
| ------------------------------------------------- | ------------------------------ | -------------------- |
|                                                   | Barra                          |                      |
| 1                                                 | Gafanha da Encarnação          | R 591                |
| 2                                                 | Gafanha da Nazaré              | R 590                |
| 3                                                 | Pirâmides                      |                      |
| 4                                                 | Esgueira                       | N 109                |
| 5                                                 | Aveiro (nascente) / A 17       | A 17                 |
| 6                                                 | Angeja / Zona Industrial       |                      |
| 7                                                 | Angeja (poente) / A 1          | A 1                  |
| 8                                                 | Albergaria-a-Velha             | IC 2                 |
| 9                                                 | Talhadas                       | N 328                |
| 10                                                | Reigoso                        | R 517                |
| 11                                                | Cambarinho                     | N 333                |
| 12                                                | Vouzela                        | N 228                |
| 13                                                | Ventosa                        |                      |
| 14                                                | Vil de Souto                   | N 337                |
| 14 A                                              | Vila Real / Coímbra            | A 24                 |
| 15                                                | Viseu oeste / São Pedro do Sul | N 16                 |
| 16                                                | Viseu norte / Castro Daire     | N 2                  |
| 17                                                | Viseu este / Sátão             | N 229                |
| 18                                                | Caçador                        | N 16                 |
| 19                                                | Fagilde                        | N 16                 |
| 20                                                | Mangualde                      | N 234                |
| 21                                                | Chãs de Tavares                | N 16                 |
| 22                                                | Fornos de Algodres             | N 16                 |
| 23                                                | Celorico da Beira (poente)     | N 16                 |
| 24                                                | Celorico da Beira (sul)        | N 17 N 102           |
| 25                                                | Ratoeira                       | N 16                 |
| 26                                                | Porto da Carne                 |                      |
| 27                                                | Guarda                         |                      |
| 28                                                | Pinhel / A 23                  | A 23 N 221           |
| 29                                                | Pínzio                         |                      |
| 30                                                | Alto de Leomil                 | N 324                |
| 31                                                | Vilar Formoso                  | N 332                |
| 32                                                | terminal TIR de Vilar Formoso  |                      |
| Continúa por N 16 hasta la aduana (menos de 1 km) |                                |                      |